# Jürgen Hasheider
Jürgen Hasheider (* 21. Januar 1938 in Herford; † 11. November 2022) war ein deutscher Kommunalpolitiker (SPD). Er war von 1984 bis 2002 Landrat des Schwalm-Eder-Kreises.

## Leben
Jürgen Hasheider wurde im nordrhein-westfälischen Herford geboren. Er ist Ingenieur. Hasheider absolvierte eine Ausbildung im höheren technischen Verwaltungsdienst. Nach seiner Tätigkeit in der Wasser- und Schifffahrtsverwaltung war er in den Jahren 1971 bis 1973 in seiner Geburtsstadt als Baurat tätig. Im Jahr 1978 verschlug es ihn zum ersten Mal nach Hessen, zur Stadt Bad Hersfeld, auch dort war er als Baurat tätig. Im Anschluss daran war er für sechs Jahre Beigeordneter in Solingen. 
Im Jahr 1984 übernahm das SPD-Mitglied als Nachfolger von August Franke das Amt des Landrats des Schwalm-Eder-Kreises. Dieses hatte er bis zum 30. November 2002 inne, als sein Nachfolger wurde Frank-Martin Neupärtl gewählt. In seiner Zeit als Landrat war er von 1997 bis 2002 Präsident des Hessischen Landkreistages. 
Hasheider lebte in Beiseförth und zuletzt in Bad Hersfeld und engagierte sich unter anderem für die Natur und seinen Heimatort. Er war verheiratet und Vater zweier Kinder.